# Poděbrady (nádraží)
Poděbrady jsou železniční stanice v Poděbradech na adrese náměstí T. G. Masaryka 210/17, doplňuje ji ještě zastávka v městské části Velké Zboží.
Výpravní budova stanice byla postavena v roce 1931 ve funkcionalistickém slohu podle projektu architekta Vojtěcha Krcha. Jedná se o první skutečně funkcionalistickou stavbu na českých železnicích, která byla dlouho považována za nejhezčí nádražní budovu v Československu. Soubor nádražních budov je od prosince 2010 chráněn jako kulturní památka.

## Historie
Dopravní obsluhu Poděbrad zpočátku zajišťovala železniční stanice v 9 kilometrů vzdálených Pečkách. V roce 1870 byla na okraji města zprovozněna významná železniční trať z Kolína do Nymburka, která byla součástí Rakouské severozápadní dráhy. Původní nádražní budova pocházela také z roku 1870, ale v době rychlého rozvoje města po objevení minerálních pramenů v roce 1905, už kapacita staré budovy nedostačovala a proto bylo rozhodnuto vystavět nádraží nové. První návrhy nové budovy z roku 1924 byly ředitelstvím železnic odmítnuty. Definitivní projekt vypracoval v roce 1928 architekt Vojtěch Krch.
Stavební povolení ke stavbě nové nádražní budovy bylo vydáno dne 16. srpna roku 1929, přičemž stavbu v hodnotě 6 207 204 Kč realizovala pardubická firma A. Kratochvíl a Ing. J. Veselý. Provoz nové nádražní budovy byl slavnostně zahájen 29. července 1931 za přítomnosti přednosty odboru ministerstva železnic Ing. Ladislava Otty, starosty města Josefa Caňkáře a předsedy správní rady lázní profesora dr. Hráského.
Budova se nachází v centru města při severním okraji lázeňského parku a její tvar je inspirován tvarem parní lokomotivy. Konstrukci budovy tvoří cihly a železobeton. Hlavní vchod i východ kryje železobetonový přístřešek. Hlavní hala má rozměry 28 x 10 m a výšku 13 m. Dolní části stěn jsou obloženy modrými obkladačkami. Z hlavního prostoru vede spojovací chodba do nádražní restaurace. Východní křídlo budovy obsahuje služební byty. První nástupiště kryje ocelová konstrukce s dřevěným stropem (druhé nástupiště je moderní). Střechy jsou ploché.
Budova jako taková postrádá jakékoliv dekorace či ornamenty. Mezi vstupy je umístěn žulový reliéf státního znaku od prof. Karla Štipla. Okna v hlavní hale zdobí sklomalby od R. Gajdoše přibližně z roku 1960. Naproti pokladnám je umístěn rozměrný ciferník a v hale je umístěna také socha Elektrifikace železnic od Jana Kodeta.
Na konci 90. let byl v prostoru stanice vybudován podchod, který slouží ke spojení centra města a městské části Žižkov, stejně jako ke vstupu cestujících na druhé nástupiště. Spolu s podchodem sem byl nainstalován automatický vizuální a rozhlasový systém HIS voice společnosti mikroVOX. Tomuto systému propůjčil svůj hlas herec a režisér Václav Knop.

## Budoucnost
V rámci modernizace trati mezi Kolínem a Nymburkem jsou plánovány stavební úpravy také v Poděbradech. K aktuálním dvěma nástupištím by přibylo jedno další přibližně v místech druhé koleje, nově by tak stanice disponovala třemi mimoúrovňovými nástupišti, přičemž jedno má být vnější, další ostrovní jednostranné a poslední ostrovní oboustranné. Nové prostřední nástupiště má být přístupné ostrovní rampou vedoucí z podchodu, u ostatních budou přístupové cesty zachovány beze změny. Po úpravách by nádražím vlaky mohly projíždět rychlostí až 160 kilometrů za hodinu. V rámci modernizace je také plánována demolice skladiště a rampy východně od nádraží, kde má vzniknout nová kusá kolej. Zahájení prací je momentálně odhadováno na rok 2028.

## Galerie

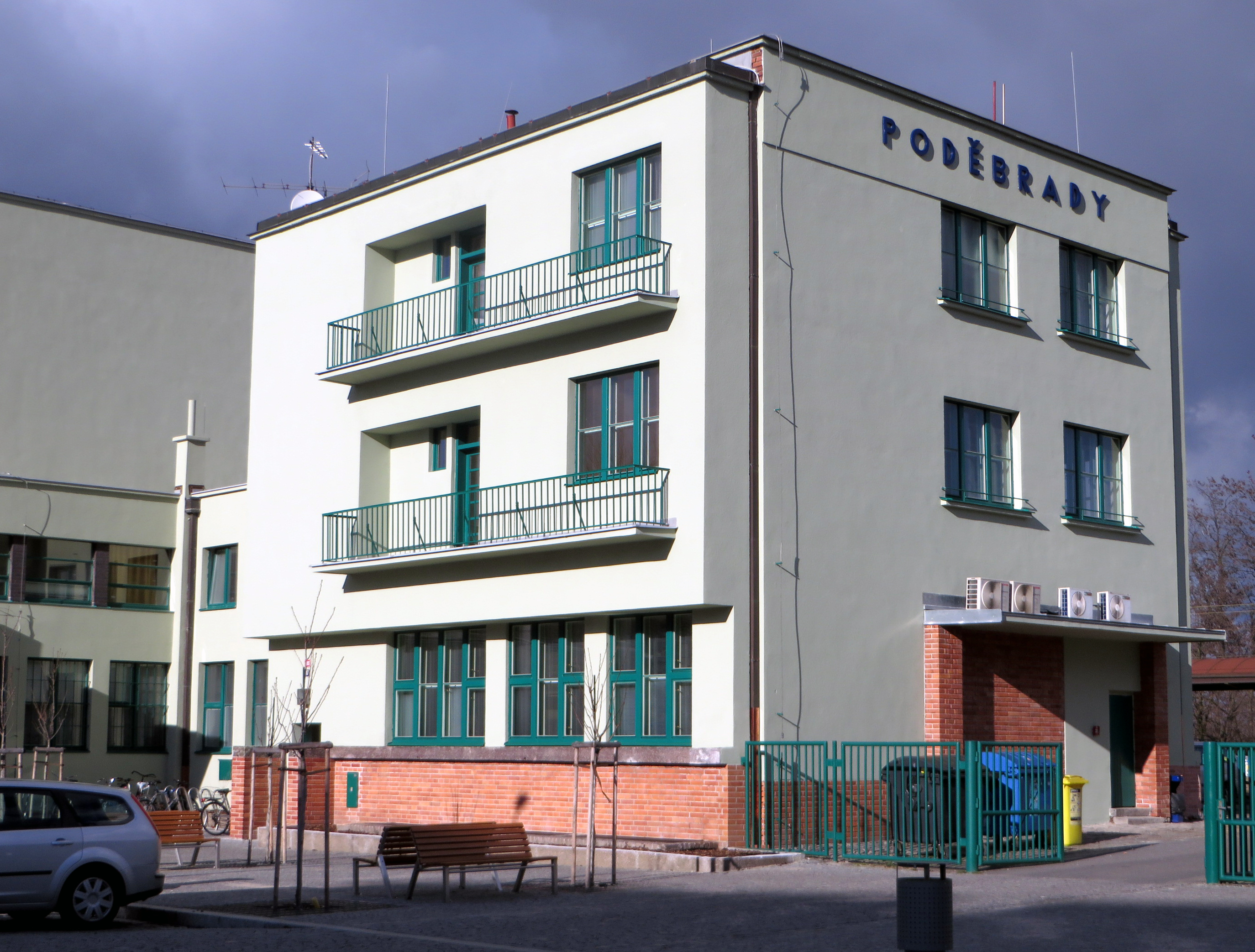
Služební byty u nádraží
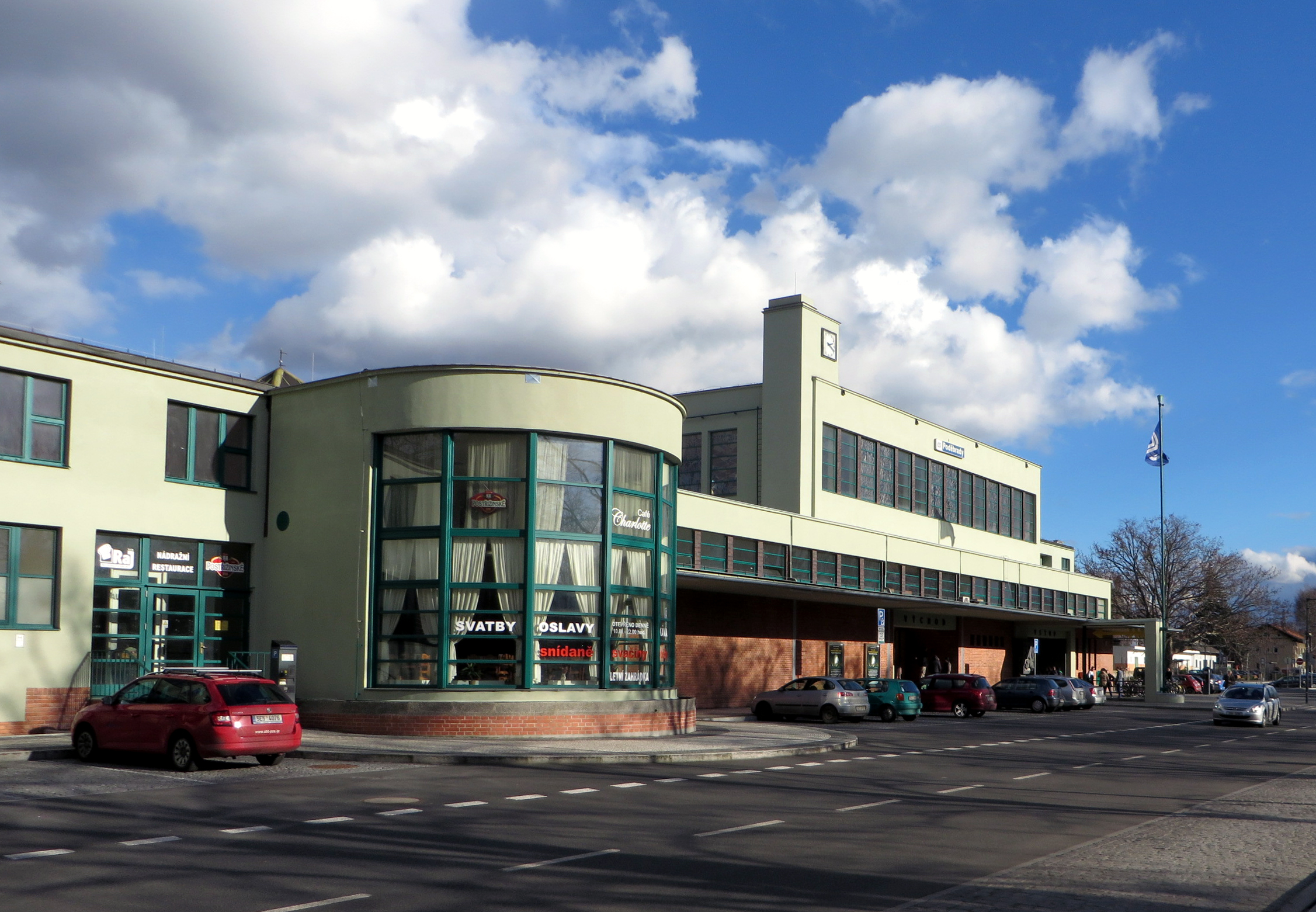
Budova nádraží
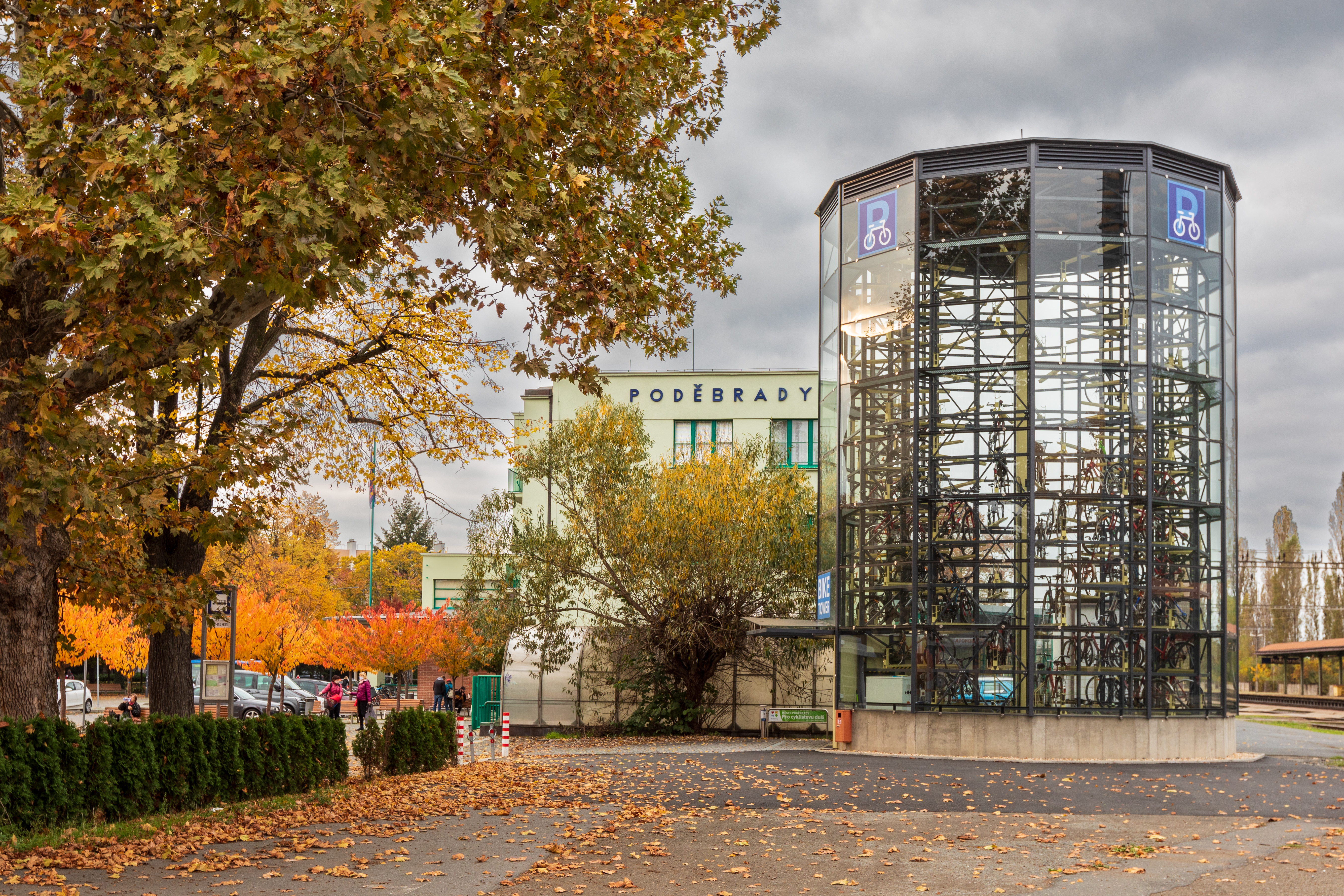
Úschovna kol vedle budovy nádraží
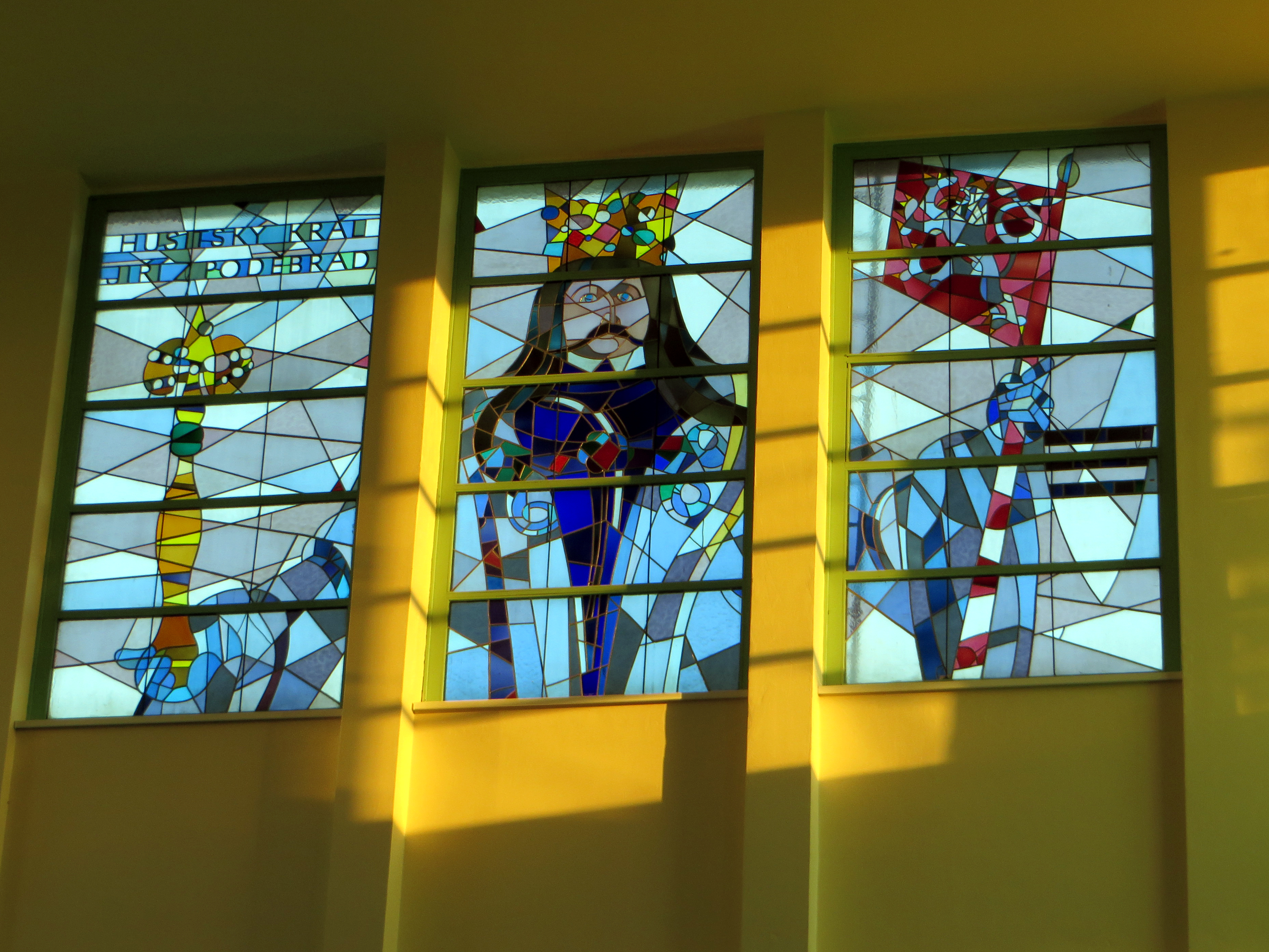
Skleněná vitráž uvnitř nádražní budovy
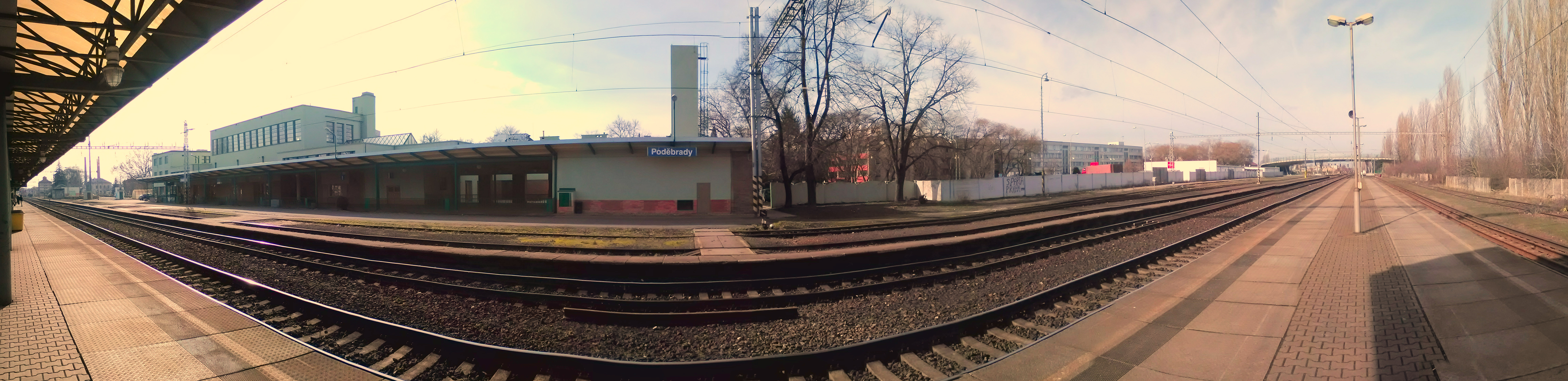
Železniční stanice Poděbrady a výhled směrem na Nymburk (Prahu)
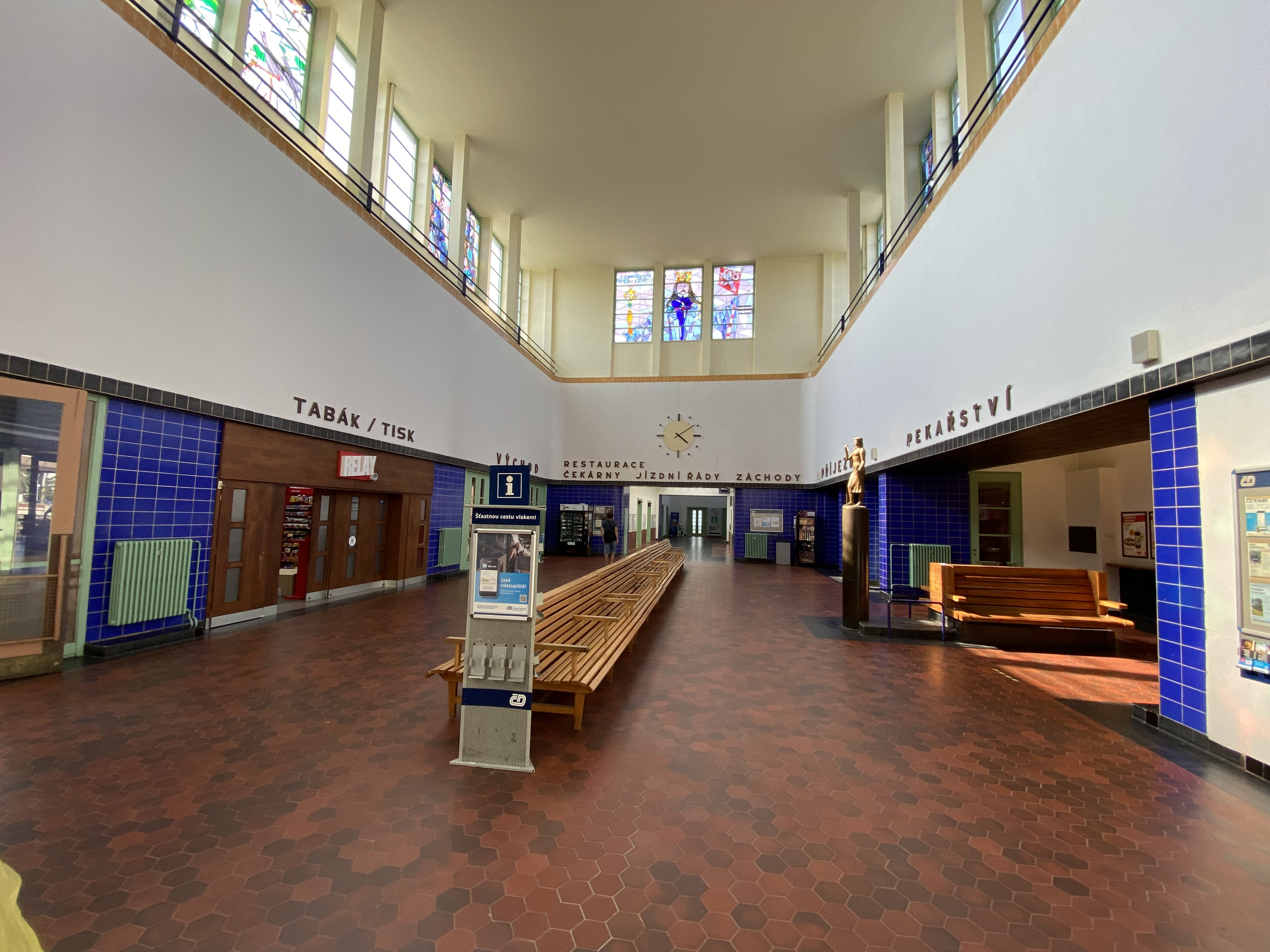
Interiér budovy nádraží